# Józef Jeka
Józef Jeka (ur. 6 kwietnia 1917 w Tupadłach, zm. 13 kwietnia 1958 w Manado) – major pilot Polskich Sił Powietrznych w Wielkiej Brytanii, as myśliwski II wojny światowej.

## Życiorys

### Lata młodości i rodzina
Józef Jeka urodził się w 1917 w Tupadłach (obecnie dzielnica Władysławowa). Jego ojciec Antoni był działaczem niepodległościowym na Kaszubach, członkiem Organizacji Wojskowej Pomorza i działaczem Zachodniej Straży Obywatelskiej w powiecie morskim. Matka Agata miała panieńskie nazwisko Mudlaff.
Dwaj bracia Józefa, Alfons (pseudonim „Jeż”) i Stanisław (pseudonim „Ceglarz”), należeli do Tajnej Organizacji Wojskowej „Gryf Pomorski”. Alfons osiągnął stopień bosmanmata. Jako dowódca oddziału partyzanckiego poległ w walce z Niemcami 4 marca 1945 w Sulicicach, w wieku 31 lat. Stanisław, również jako partyzant, został ranny 7 października 1944 w Lisewie, ale przeżył wojnę. Pracował jako rolnik, zmarł w 17 czerwca 1988 i jest pochowany obok swojej żony na cmentarzu w Tupadłach.
Jeka po ukończeniu szkoły podstawowej kontynuował naukę w gimnazjum klasycznym w Wejherowie, które ukończył w 1937.

### Szkolenie i kampania wrześniowa
1 września 1937 został wcielony do 4 pułku lotniczego w Toruniu i przydzielony do eskadry szkolnej. W stopniu szeregowego odbył przeszkolenie rekruckie do 1 stycznia 1938. Następnie uczestniczył w kursie obsługi samolotów, który ukończył 1 kwietnia 1938 z wynikiem bardzo dobrym w eskadrze treningowej. Od 1 kwietnia do 1 czerwca 1938 szkolił się jako uczeń-pilot na kursie podstawowym, który ukończył z wyróżnieniem i nominacją na stopień starszego szeregowego pilota. Od 15 sierpnia do 15 listopada 1938 odbył przeszkolenie na pilota myśliwskiego, szkolenie ukończył z wynikiem bardzo dobrym. Od 15 listopada 1938 do 1 kwietnia 1939 odbył staż jako pilot myśliwski w 141 eskadrze myśliwskiej 4 pułku lotniczego. 1 kwietnia rozpoczął kurs szkoły podoficerskiej w eskadrze szkolnej zakończony egzaminem 1 czerwca 1939 oraz nominacją na stopień kaprala. 30 czerwca został przydzielony do 141 eskadry myśliwskiej. Walczył w kampanii wrześniowej jako pilot myśliwca P.11c, ale nie odniósł żadnych zwycięstw. 2 września wziął udział w ataku 141 eskadry na niemiecką kolumnę pancerną na szosie Grudziądz-Brodnica.

### Okres 1939-1940
Po ustaniu działań lotniczych nad terenem Polski eskadra przekroczyła granicę z Rumunią 18 września 1939. Od 19 września do 5 października był internowany w obozie w Rumunii. 5 października uciekł przez Jugosławię i Grecję do Francji. 23 października zameldował się w Marsylii. Został następnie przeniesiony do stacji lotniczej w Lyonie, gdzie przebywał do 15 lutego 1940. Podczas pobytu we Francji nie latał.

### Wielka Brytania i udział w Bitwie o Anglię
15 lutego 1940 roku wyjechał do Anglii, gdzie na ochotnika zgłosił się do RAF-u, otrzymał numer służbowy P-1654. 23 lutego zameldował się w miejscowości Eastchurch, w obozie lotniczym RAF-u, w którym przebywał do 29 maja. Lotnictwo brytyjskie skierowało go do ośrodka szkoleniowego w Blackpool, w którym przebywał do 15 lipca, kiedy to rozpoczął szkolenie jako uczeń-pilot w ośrodku 15 Elementary Flying Training School Carlisle (do 1 sierpnia 1940). Przeszedł instruktaż pilotażu myśliwca Hurricane.
Następnie przebywał w ośrodku 6 Operational Training Unit w Sutton Bridge do 1 września 1940. W czasie bitwy o Anglię, od 15 września do 15 listopada 1940, latał w brytyjskim dywizjonie 238 w Middle Wallop. Podczas tego pobytu zestrzelił na pewno pięć maszyn wroga: dwa samoloty Bf 110 (15 września), dwa He 111 (26 września nad wyspą Wight) i jeden Ju 88 (7 października), zyskując przy tym tytuł „asa myśliwskiego”.
5 listopada 1940 Jeka został zestrzelony nad Dorset i ranny, ale udało mu się wyskoczyć ze spadochronem. Przebywał w szpitalu do 15 listopada w miejscowości Shaftesbury. Od 15 listopada 1940 do 15 grudnia 1941 latał w dywizjonie 306, gdzie na Spitfirze zestrzelił dwa samoloty niemieckie Messerschmitt Bf 109 (potwierdzone).
Od 1 grudnia 1941 do 25 maja 1942 przebywał jako instruktor w 58 OTU Grangemouth. 1 listopada 1941 został rozkazem inspektora Polskich Sił Powietrznych nr 27/41 mianowany podporucznikiem czasu wojny. 2 lutego 1942 zdał eksternistycznie maturę gimnazjalną. Od 25 maja 1942 do 24 maja 1943 roku latał ponownie jako pilot myśliwski w 306 dywizjonie.
9 grudnia 1942 został kursantem Szkoły Oficerskiej, którą ukończył 6 stycznia. 1 marca 1943 został rozkazem inspektora Polskich Sił Powietrznych Nr 8/43 mianowany na stopień porucznika. Od 24 kwietnia do 11 sierpnia 1943 latał jako pilot w dywizjonie 308, a następnie do 18 grudnia tego samego roku jako dowódca eskadry w dywizjonie 316. Od 18 grudnia 1943 do 1 kwietnia 1944 uczył i latał jako instruktor w APC. Następnie powrócił do lotów jako pilot w dywizjonie 308, w którym przebywał do 8 września.
W czasie walk nad Francją zestrzelił swój ósmy samolot. 30 marca 1944 przeniesiono go do 308 dywizjonu myśliwskiego i skierowano do wykonywania lotów nad Francją, gdzie lotnictwo alianckie bombardowało wybrane cele w ramach przygotowywań do inwazji. W czasie wykonywania zadania został 21 maja trafiony przez artylerię przeciwlotniczą, jednak ponownie udało mu się opuścić samolot i ukryć się na wrogim terenie z pomocą francuskiego ruchu oporu. Dwa miesiące później dotarł do miejsca jego pobytu front i Jeka mógł powrócić do jednostki. 25 maja 1945 został dowódcą 306 Dywizjonu Myśliwskiego.
Od 8 września do 24 listopada 1944 był pilotem nadliczbowym w dywizjonie 306. Został odkomenderowany do dywizjonu 316, w którym latał do 6 grudnia, kiedy to powrócił do dywizjonu 306 jako dowódca eskadry. 25 maja 1945 został mianowany dowódcą dywizjonu 306, którym dowodził do 4 maja 1946. W międzyczasie, 1 stycznia, został mianowany na stopień kapitana. Od 4 maja 1946 do 21 stycznia 1947 przebywał jako pilot-instruktor na stacji RAF Coltishall – 5 PRU. 15 sierpnia 1947, rozkazem dowódcy Polskich Sił Powietrznych Nr 8/47, został mianowany majorem. W Polskim Lotniczym Korpusie Przemieszczenia i Rozmieszczenia służył od 22 stycznia 1947 do 31 grudnia 1949, kiedy to zakończył służbę w Polskich Siłach Powietrznych.

### Okres powojenny
Po wojnie pozostał w RAF-ie, ożenił się z Brytyjką i służył w Niemczech jako żołnierz wojsk okupacyjnych. Jego jedyna córka urodziła się już po śmierci ojca. W Niemczech otrzymał ofertę współpracy z CIA, którą przyjął chętnie jako zdeklarowany antykomunista. Od 1950 współpracował z brytyjskim i amerykańskim wywiadem oblatując nowe typy samolotów (U-2) oraz wykonując misje nad wschodnią i środkową Europą.
W 1952 w ramach współpracy z CIA, wraz z kpt. Ludwikiem Martelem  oraz mjr pil. Stefanem Janusem mieli zostać zrzuceni na teren PRL oraz porwać najnowszy wówczas radziecki odrzutowiec MiG-15. Operacji zaniechano, gdy 5 marca 1953 taką maszyną uciekł ze Słupska na wyspę Bornholm polski pilot Franciszek Jarecki. 
Oprócz języka polskiego Jeka znał angielski i francuski w mowie i piśmie.

### Indonezja
W latach 50. brał udział w walkach w Indonezji, gdzie toczyła się wojna pomiędzy komunizującym prezydentem Ahmedem Sukarno i zbuntowanymi wojskowymi z organizacji Permesta, którzy kontrolowali centralną i północną Sumatrę. Amerykanie wsparli buntowników grupą najemników, wyposażonych w samoloty Douglas A-26 Invader i P-51 Mustang. Wśród pilotów znajdował się Jeka, który stacjonował na lotnisku w Manado.
Jeka zginął jako pilot samolotu B-26-B (nr samolotu 34375) 13 kwietnia 1958 w czasie jednej z misji, gdy w czasie startu w Indonezji na lotnisku Mapanget jeden z silników jego samolotu zgasł, a drugi uległ zapłonowi. Samolot spadł z wysokości kilkuset metrów. Wraz z Jeką zginęli również kapitan nawigator Jan Piotr Iżycki (PSP) oraz radioobserwator Indonezyjczyk Minahasan.

### Po śmierci
Major Józef Jeka został pochowany na cmentarzu w Newark wśród swoich kolegów z którymi latał podczas II wojny światowej.
16 kwietnia 2011 w dzielnicy Tupadły miasta Władysławowa nadano jednej z ulic jego imię, oraz odsłonięto poświęconą mu tablicę pamiątkową na budynku byłej Szkoły Powszechnej w tej miejscowości.

## Samoloty
Józef Jeka latał na następujących samolotach:
- w Polsce – samolot myśliwski PZL P.11
- w Wielkiej Brytanii – samoloty myśliwskie Hawker Hurricane MK-1, Supermarine Spitfire MK-IXE oraz North American Mustang MK-IV

Po zakończeniu działań wojennych na różnych typach (również nie myśliwskich) samolotów brytyjskich i amerykańskich, m.in. prototypie samolotu Lockheed U-2 oraz Douglas A-26 Invader.

## Stopnie wojskowe
Daty nadania stopni wojskowych:
- szeregowy (wówczas „szeregowiec”) – 1 sierpnia 1937
- starszy szeregowy – 1 kwietnia 1938
- kapral – 30 czerwca 1939

W Polskich Siłach Powietrznych
- plutonowy – 15 października 1941
- podporucznik – 1 listopada 1941
- porucznik – 1 marca 1943
- kapitan – 1 stycznia 1946
- major – 15 sierpnia 1947

W RAF-ie
- Sergeant (sierżant) – 15 sierpnia 1940
- Pilot Officer (podporucznkik) – 1 listopada 1941
- Flying Officer (porucznik) – 1 października 1942
- Flight Lieutenant (kapitan) – 1 listopada 1943
- Squadron Leader (major) – 25 maja 1945

## Ordery i odznaczenia
Poniższe daty podane na podstawie Zeszytu Ewidencyjnego.
- Polowa odznaka pilota Nr 343 (zielony wianek) – 15 listopada 1940
- Krzyż Walecznych (pierwszy, drugi i trzeci) – 16 stycznia 1941
- Odznaka honorowa za rany i kontuzje (pierwsza gwiazdka) – 12 lipca 1941
- Order Virtuti Militari Krzyż Srebrny Nr 09166 – 18 sierpnia 1941
- Odznaka honorowa za rany i kontuzje (druga gwiazdka) – 1941 (prawdopodobnie 12 grudnia[17])
- Krzyż Walecznych (po raz czwarty) – 15 sierpnia 1943
- Srebrny Krzyż Zasługi z Mieczami – 30 marca 1945
- Medal Lotniczy (nadany 4-krotnie) – 25 czerwca 1946

brytyjskie:
- Distinguished Flying Medal – 10 lutego 1943[23]
- 1939-1945 Star – 15 czerwca 1946
- Defence Medal – 15 czerwca 1946
- France and Germany Star – 15 czerwca 1946
- War Medal 1939-1945 – 15 czerwca 1946